# Gerbaldus van Luik
Gerbaldus was bisschop van Luik van 787 tot 810.
Hij stond in aanzien bij Karel de Grote. Door schenkingen van Karel wist hij de uiterlijke luister van de kerk van Luik te vermeerderen. 
Tijdens zijn ambtsperiode kreeg hij bezoek van paus Leo III. Deze verwaardigde zich om de nieuwe kerken in Tongeren en Wezet persoonlijk in te zegenen. 